# Liga I (2017/2018)
Liga I 2017/2018 (ze względów sponsorskich Liga I Betano) – była 12. edycją najwyższej klasy rozgrywkowej piłki nożnej w Rumunii pod tą nazwą, a 100. mistrzowskimi rozgrywkami w ogóle.
Brało w niej udział 14 drużyn, które w okresie od 14 lipca 2017 do 2 czerwca 2018 rozegrały w dwóch rundach 40 kolejek meczów.
Sezon zakończył baraż o miejsce w przyszłym sezonie w Liga I.
Obrońcą tytułu była drużyna Viitorul Konstanca.
Mistrzostwo po raz czwarty w historii zdobyła drużyna CFR 1907 Cluj.

## Drużyny
| Uczestnicy poprzedniej edycji                                                                                 | Uczestnicy poprzedniej edycji | Uczestnicy poprzedniej edycji | Uczestnicy poprzedniej edycji |
| --- | ----------------------------- | ----------------------------- | ----------------------------- |
| VCO | Viitorul Constanța            | 1                             |                               |
| FCS | FCSB                          | 2                             |                               |
| DIN | Dinamo Bukareszt              | 3                             |                               |
| CFR | CFR Cluj                      | 4                             |                               |
| UCV | CS Universitatea Craiova      | 5                             |                               |
| AST | Astra Giurgiu                 | 6                             |                               |
| JAS | CSM Politehnica Jassy         | 7                             |                               |
| GAZ | Gaz Metan                     | 8                             |                               |
| VOL | FC Voluntari                  | 9                             |                               |
| BOT | FC Botoșani                   | 10                            |                               |
| CON | Concordia Chiajna             | 11                            |                               |
| po barażach                                                                                                   |                               |                               |                               |
| ACS | ACS Poli Timișoara            | 12                            |                               |
| Awans z Liga II                                                                                               |                               |                               |                               |
| JUV | Juventus Bukareszt            | 1                             |                               |
| SSG | Sepsi Sfântu Gheorghe         | 2                             |                               |
| Oznaczenia: - kolumna pierwsza – skróty nazw drużyn, - kolumna trzecia – miejsce zajęte w poprzednim sezonie. |                               |                               |                               |

## Faza zasadnicza

### Tabela
| Lp. | Drużyna               | M  | Z  | R  | P  | B+ | B- | +/– | Pkt | Kwalifikacja   |
| --- | --------------------- | -- | -- | -- | -- | -- | -- | --- | --- | -------------- |
| 1   | CFR 1907 Cluj         | 26 | 18 | 5  | 3  | 42 | 13 | +29 | 59  | grupa play-off |
| 2   | FCSB                  | 26 | 16 | 7  | 3  | 52 | 18 | +34 | 55  | grupa play-off |
| 3   | Universitatea Krajowa | 26 | 14 | 9  | 3  | 41 | 26 | +15 | 51  | grupa play-off |
| 4   | Astra Giurgiu         | 26 | 12 | 8  | 6  | 38 | 27 | +11 | 44  | grupa play-off |
| 5   | Viitorul Konstanca    | 26 | 13 | 5  | 8  | 34 | 21 | +13 | 44  | grupa play-off |
| 6   | CSM Politehnica Jassy | 26 | 11 | 6  | 9  | 34 | 31 | +3  | 39  | grupa play-off |
| 7   | Botoșani              | 26 | 11 | 6  | 9  | 28 | 26 | +2  | 39  | grupa play-out |
| 8   | Dinamo Bukareszt      | 26 | 11 | 6  | 9  | 39 | 31 | +8  | 39  | grupa play-out |
| 9   | Concordia Chiajna     | 26 | 8  | 4  | 14 | 36 | 37 | −1  | 28  | grupa play-out |
| 10  | Voluntari             | 26 | 7  | 7  | 12 | 25 | 35 | −10 | 28  | grupa play-out |
| 11  | Poli Timișoara        | 26 | 6  | 9  | 11 | 22 | 37 | −15 | 27  | grupa play-out |
| 12  | Sepsi OSK             | 26 | 5  | 4  | 17 | 15 | 44 | −29 | 19  | grupa play-out |
| 13  | Gaz Metan Mediaș      | 26 | 2  | 10 | 14 | 14 | 39 | −25 | 16  | grupa play-out |
| 14  | Juventus Bukareszt    | 26 | 1  | 8  | 17 | 12 | 47 | −35 | 11  | grupa play-out |

### Wyniki
| Gospodarz \ Gość      | AST | BOT | CFR | CON | UCR | IAȘ | DIN | GAZ | ACS | JUV | SPS | FCS | VII | VOL |
| --------------------- | --- | --- | --- | --- | --- | --- | --- | --- | --- | --- | --- | --- | --- | --- |
| Astra Giurgiu         |     | 2–1 | 2–3 | 1–0 | 2–2 | 0–0 | 2–0 | 4–3 | 3–0 | 2–0 | 1–0 | 2–0 | 3–1 | 2–3 |
| Botoșani              | 1–3 |     | 1–1 | 2–1 | 1–0 | 3–3 | 0–0 | 1–0 | 1–0 | 0–0 | 5–1 | 0–3 | 1–0 | 1–0 |
| CFR 1907 Cluj         | 2–0 | 0–0 |     | 2–0 | 2–1 | 1–0 | 1–0 | 0–0 | 1–0 | 2–0 | 2–0 | 1–1 | 2–0 | 2–0 |
| Concordia Chiajna     | 1–2 | 3–0 | 0–1 |     | 1–2 | 0–1 | 3–4 | 1–1 | 0–1 | 1–1 | 2–1 | 1–2 | 1–2 | 3–1 |
| Universitatea Krajowa | 1–1 | 1–0 | 2–1 | 1–1 |     | 2–0 | 2–2 | 2–0 | 1–1 | 3–1 | 1–0 | 2–5 | 3–1 | 1–1 |
| CSM Politehnica Jassy | 1–0 | 1–0 | 0–2 | 3–1 | 1–2 |     | 2–1 | 0–0 | 1–1 | 3–1 | 0–2 | 1–0 | 0–1 | 2–1 |
| Dinamo Bukareszt      | 1–1 | 0–1 | 0–2 | 2–3 | 2–2 | 2–1 |     | 3–1 | 1–2 | 3–0 | 1–0 | 2–2 | 0–4 | 2–0 |
| Gaz Metan Mediaș      | 0–0 | 1–0 | 0–3 | 1–2 | 0–0 | 0–2 | 0–3 |     | 0–2 | 0–0 | 2–1 | 1–2 | 0–1 | 1–1 |
| Poli Timișoara        | 2–1 | 1–1 | 4–3 | 0–3 | 0–2 | 1–2 | 0–0 | 1–1 |     | 2–1 | 0–0 | 0–1 | 0–0 | 2–3 |
| Juventus Bukareszt    | 0–1 | 0–2 | 0–2 | 0–5 | 0–1 | 2–2 | 0–3 | 1–1 | 1–1 |     | 2–1 | 1–2 | 0–1 | 0–0 |
| Sepsi OSK             | 0–0 | 0–2 | 0–2 | 1–1 | 2–3 | 2–1 | 0–3 | 0–0 | 1–0 | 2–1 |     | 0–4 | 1–0 | 0–3 |
| FCSB                  | 1–1 | 2–0 | 1–1 | 2–1 | 1–1 | 1–1 | 1–0 | 4–0 | 7–0 | 4–0 | 2–0 |     | 2–0 | 2–1 |
| Viitorul Konstanca    | 1–1 | 2–1 | 1–0 | 3–0 | 0–2 | 5–2 | 0–1 | 3–0 | 1–1 | 3–0 | 3–0 | 1–0 |     | 0–0 |
| Voluntari             | 3–1 | 1–3 | 0–3 | 0–1 | 0–1 | 0–4 | 1–3 | 2–1 | 1–0 | 0–0 | 3–0 | 0–0 | 0–0 |     |

## Faza finałowa

### Grupa play-off
| Lp. | Drużyna                   | M  | Z | R | P | B+ | B- | +/– | Pkt | Kwalifikacja lub spadek                      |     | CFR | FCS | UCR | VII | AST | IAȘ |
| --- | ------------------------- | -- | - | - | - | -- | -- | --- | --- | -------------------------------------------- | --- | --- | --- | --- | --- | --- | --- |
| 1   | CFR 1907 Cluj (M)         | 10 | 5 | 5 | 0 | 12 | 6  | +6  | 50  | Liga Mistrzów UEFA • II runda kwalifikacyjna |     |     | 1–1 | 1–0 | 1–0 | 1–1 | 2–1 |
| 2   | FCSB                      | 10 | 6 | 3 | 1 | 14 | 6  | +8  | 49  | Liga Europy UEFA • II runda kwalifikacyjna   |     | 1–1 |     | 2–0 | 2–1 | 1–0 | 1–0 |
| 3   | Universitatea Krajowa (P) | 10 | 3 | 3 | 4 | 10 | 10 | 0   | 38  | Liga Europy UEFA • III runda kwalifikacyjna  |     | 0–0 | 0–1 |     | 3–3 | 1–0 | 4–1 |
| 4   | Viitorul Konstanca        | 10 | 3 | 4 | 3 | 13 | 11 | +2  | 35  | Liga Europy UEFA • I runda kwalifikacyjna    |     | 1–2 | 2–2 | 0–0 |     | 1–1 | 1–0 |
| 5   | Astra Giurgiu             | 10 | 3 | 2 | 5 | 9  | 11 | −2  | 33  |                                              |     | 0–2 | 0–3 | 1–0 | 0–2 |     | 3–0 |
| 6   | CSM Politehnica Jassy     | 10 | 1 | 1 | 8 | 5  | 19 | −14 | 24  |                                              | 1–1 | 1–0 | 1–2 | 0–2 | 0–3 |     |     |

### Grupa play-out
| Lp. | Drużyna                | M  | Z  | R | P | B+ | B- | +/– | Pkt | Kwalifikacja lub spadek |     | DIN | BOT | SPS | GAZ | CON | VOL | ACS | JUV |
| --- | ---------------------- | -- | -- | - | - | -- | -- | --- | --- | ----------------------- | --- | --- | --- | --- | --- | --- | --- | --- | --- |
| 7   | Dinamo Bukareszt       | 14 | 11 | 1 | 2 | 29 | 10 | +19 | 54  |                         |     |     | 2–0 | 0–0 | 3–0 | 3–1 | 2–0 | 1–0 | 1–2 |
| 8   | Botoșani               | 14 | 5  | 5 | 4 | 12 | 9  | +3  | 40  |                         | 0–1 |     | 2–2 | 2–0 | 0–1 | 1–0 | 0–0 | 0–0 |     |
| 9   | Sepsi OSK              | 14 | 6  | 6 | 2 | 21 | 14 | +7  | 34  |                         | 2–0 | 0–1 |     | 2–1 | 0–2 | 2–2 | 3–0 | 2–1 |     |
| 10  | Gaz Metan Mediaș       | 14 | 6  | 4 | 4 | 18 | 15 | +3  | 30  |                         | 2–3 | 2–1 | 1–1 |     | 2–1 | 1–0 | 1–1 | 3–0 |     |
| 11  | Concordia Chiajna      | 14 | 4  | 4 | 6 | 13 | 17 | −4  | 30  |                         | 0–4 | 0–0 | 1–1 | 0–0 |     | 0–1 | 0–1 | 2–1 |     |
| 12  | Voluntari (B, O)       | 14 | 3  | 4 | 7 | 16 | 22 | −6  | 27  | Baraż o Liga I          |     | 2–4 | 1–1 | 1–2 | 1–2 | 2–2 |     | 1–0 | 0–1 |
| 13  | Poli Timișoara (S)     | 14 | 3  | 4 | 7 | 10 | 16 | −6  | 27  | Spadek do Liga II       |     | 1–3 | 0–1 | 2–2 | 0–0 | 1–0 | 2–3 |     | 2–0 |
| 14  | Juventus Bukareszt (S) | 14 | 3  | 2 | 9 | 9  | 25 | −16 | 17  | Spadek do Liga II       |     | 0–2 | 0–3 | 0–2 | 0–3 | 1–3 | 2–2 | 1–0 |     |

## Baraż o Liga I
Voluntari wygrała 5-2 dwumecz z Chindia Târgoviște trzecią drużyną Liga II o miejsce w Liga I.
| 9 czerwca 2018 | Voluntari        | 1:0   | Chindia Târgoviște |                                                                              |
| 18:00          | Ionuț Balaur 79' | (0:0) |                    | Stadion im. Anghel Iordănescu, Voluntari Widzów: 1 200 Sędzia: Radu Petrescu |

| 13 czerwca 2018 | Chindia Târgoviște                                 | 1:0 (pd.)               | Voluntari                                                              |                                                                       |
| 16:30           | Denis Ciobotariu 68'                               | (0:0, 1:0, 1:0, k. 0:3) |                                                                        | Stadion Eugen Popescu, Târgoviște Widzów: 5 000 Sędzia: István Kovács |
| 16:30           | · Cristian Cherchez · Alin Pencea · Cristian Neguț | Rzuty karne             | · Florin Cernat · Laurențiu Marinescu · Alexandru Răuță · Mircea Leasă | Stadion Eugen Popescu, Târgoviște Widzów: 5 000 Sędzia: István Kovács |

## Najlepsi strzelcy
| Bramki | Strzelcy           | Drużyna                                     |
| ------ | ------------------ | ------------------------------------------- |
| 15     | George Țucudean    | Viitorul Konstanca (11) / CFR 1907 Cluj (4) |
| 15     | Harlem Gnohéré     | FCSB                                        |
| 13     | Paul Batin         | Concordia Chiajna                           |
| 12     | Alexandru Mitriță  | Universitatea Krajowa                       |
| 11     | Gustavo Vagenin    | Universitatea Krajowa                       |
| 11     | Alexandru Ioniță   | Astra Giurgiu (10) / CFR 1907 Cluj (1)      |
| 11     | Alexandru Băluță   | Universitatea Krajowa                       |
| 11     | Mihai Roman        | Botoșani                                    |
| 10     | Florin Tănase      | FCSB                                        |
| 10     | Dennis Man         | FCSB                                        |
| 10     | Constantin Budescu | FCSB                                        |

Źródło: 

## Stadiony
| Astra Giurgiu              |
| Stadion Marin Anastasovici |
| 8500                       |
|                            |

| Botoșani        |
| Stadion Miejski |
| 7782            |
|                 |

| CFR 1907 Cluj                 |
| Stadion Constantina Rădulescu |
| 23 500                        |
|                               |

| Concordia Chiajna |
| Stadion Concordia |
| 5123              |
|                   |

| Dinamo Bukareszt |
| Stadion Dinamo   |
| 15 032           |
|                  |

| Gaz Metan Mediaș  |
| Stadion Gaz Metan |
| 7814              |
|                   |

| Juventus Bukareszt |                           |
| Stadion Ilie Oană  | Stadion Anghel Iordănescu |
| 15 097             | 4600                      |
|                    |                           |

| CSM Politehnica Jassy      |
| Stadion Emila Alexandrescu |
| 11 390                     |
|                            |

| Poli Timișoara           |
| Stadion Dana Păltinișanu |
| 32 972                   |
|                          |

| FCSB           |
| Arena Narodowa |
| 55 634         |
|                |

| Sepsi OSK                 |                 |
| Stadion Silviu Ploeșteanu | Stadion Miejski |
| 8800                      | 5200            |
|                           |                 |

| Universitatea Krajowa |                        |
| Stadion Miejski       | Stadion Iona Oblemenki |
| 20 054                | 30 944                 |
|                       |                        |

| Viitorul Konstanca |
| Stadion Viitorul   |
| 4554               |
|                    |

| Voluntari                 |
| Stadion Anghel Iordănescu |
| 4600                      |
|                           |